# Nettleton (Lincolnshire)
Nettleton – wieś w Anglii, w hrabstwie Lincolnshire, w dystrykcie West Lindsey. Leży 32 km na północny wschód od Lincoln i 221 km na północ od Londynu.